# Trigonopyren albicostatus
Trigonopyren albicostatus är en måreväxtart som beskrevs av Cornelis Eliza Bertus Bremekamp. Trigonopyren albicostatus ingår i släktet Trigonopyren och familjen måreväxter. Inga underarter finns listade i Catalogue of Life.